# Jamu Mare
Jamu Mare (in ungherese Nagyzsám, in tedesco Freudenthal o Gross-Scham) è un comune della Romania di 3119 abitanti, ubicato nel distretto di Timiș, nella regione storica del Banato. 
Il comune è formato dall'unione di 5 villaggi: Clopodia, Ferendia, Gherman, Jamu Mare, Lățunaș.

## Amministrazione

### Gemellaggi
- Serbia, Mali Žam

Il nome in romeno di Mali Žam è Jamu Mic (Jamu Piccolo), in contrapposizione con Jamu Mare (Jamu Grande).